# Apotropina griseovina
Apotropina griseovina är en tvåvingeart som först beskrevs av Malloch 1936.  Apotropina griseovina ingår i släktet Apotropina och familjen fritflugor. Inga underarter finns listade i Catalogue of Life.